# Pau Rodríguez Jiménez-Bravo
Pau Rodríguez Jiménez-Bravo (Palma - 1972), que signa com Pau, és un guionista i dibuixant de còmics, humorista gràfic i il·lustrador. La seva obra més reconeguda a nivell internacional és La saga d'Atlas & Axis.

## Biografia

### Inicis (1992-1998)
Pau Rodríguez va acabar els seus estudis d'il·lustració a l'Escola Superior de Disseny l'any 1996, obtenint el premi de finalització de carrera de la seva promoció. Després d'algunes historietes autoeditades -als fanzines Plomí corcat (1991), Tinta Escampada (1992) i GRUNT (1993)-, Pau va començar a treballar el 1993 per a Diario de Mallorca realitzant les tires còmiques setmanals Las cansiones de Ossifar i El oriquen de todas las cosas, i a la pàgina d'opinió, la vinyeta diària d'humor gràfic Pau per tots  Arxivat 2014-05-30 a Wayback Machine., per la qual l'any 2009 va obtenir el Premi Haxtur com a millor humorista gràfic. Actualment, aquesta vinyeta humorística la segueix publicant al setmanari Mallorca Zeitung.
En 1995 va llançar, juntament amb Xabi Uriz i Daniel Martín Peixe, el fanzine Escàpula Comics. A l'any següent va començar a acudir al Festival Internacional del Còmic de Angulema per presentar els seus projectes.

### Professionalització (1999-2010)
En 1999 va guanyar el concurs internacional de còmics de la revista El Víbora amb Los repartidores de cerveza, i en els anys següents va dibuixar i publicar en diferents mitjans altres historietes amb aquests personatges, que el 2009 van ser recopilades per l'editorial Glénat en un volum de 144 pàgines amb el mateix títol.
En 2001 va començar a col·laborar amb la revista infantil Dibus!. Les vaques txetxenes, publicat el 2001 per ed. Inrevés, li va valer la nominació al premi Autor Revelació, en el Saló Internacional del Còmic de Barcelona 2002.
Va seguir fent historietes, que es van anar publicant en diverses revistes: Spirou (Bèlgica), per la qual ha realitzats dues portades de nombres especials, i les espanyoles Nosotros Somos Los Muertos, Dibucomics i El Víbora. El 2004, el Saló Internacional del Còmic del Principat d'Astúries, on és convidat oficial des de 1997, li dedica una gran exposició.
El 2005 guanya el concurs internacional de còmic Oscarcómix, celebrat a Itàlia, i al setembre de 2007, el concurs internacional de còmic Luis Molina. Realitza per al Consell de Mallorca el manual Com és fa un còmic? una guia didàctica dirigida a alumnes d'ESO, a través de la qual, esporàdicament realitza cursets per a escolars fins a l'actualitat.
Entre 2008 i 2011, Éditions Vigot publica en la seva col·lecció "je Dessine", a França, Bèlgica, Suïssa i Quebec, i més tard a Espanya i Polònia, els manuals de 48 pàgines Je dessine des voitures, Je dessine des dinosaures, i Je dessine des chiens.
En 2010, pública el còmic El bosc negre, amb guió del Museu Arqueològic de Son Fornés a partir de l'original de Marc Ferré Alemany; diàlegs, paginació, creació i dibuix dels personatges, per Max; i fons per Pau. Publicat per la Conselleria d'Educació i Cultura del Govern de les Illes Balears. A l'any següent, repeteixen experiència amb La cova des Mussol, amb guió de Marc Ferré, guió i personatges de Pau, i fons de Max, publicat pel Consell Insular de Menorca el 2011.

### L'èxit internacional (2011-present)
En 2011 l'editorial francesa Ankama Éditions va començar a publicar la seva sèrie d'aventures La saga d'Atlas i Axis, que ha estat publicada en francès, espanyol, holandès, italià, polonès, alemany, rus i xinès. El mes de març de 2019 el mateix autor inicià un projecte de micromecenatge per publicar l'obra en català. Malgrat no haver guanyat cap premi, La saga d'Atlas i Axis ha quedat finalista per a importants guardons europeus, com la selecció oficial del Prix du FIBD Angoulême 2012, el premi BDGest en la categoria de millor àlbum juvenil 2012, finalista al millor autor espanyol del Saló Internacional del Còmic de Barcelona 2012, finalista al Premi Nacional de Còmic 2012, finalista al Grand Prix des lecteurs del Journal de Mickey 2013, i al premi de les escoles del FIBD Angoulême 2014.
El juny de 2013, Éditions Paquet publica el primer tom de Ze Jacky Touch, amb guió de l'autor Sti, i dibuixos de Pau. A l'any següent publicà el segon tom.
Fou guardonat amb el Premi Ciutat de Palma de còmic 2019 per Curtiss Hill.

### Manuals didàctics
- Com es fa un còmic?!. Consell Insular de Mallorca, Palma (2005).
- Je dessine des voitures. Éd. Vigot, París (2008).
- Je dessine des dinosaures. Éd. Vigot, París (2009).
- Je dessine des chiens. Éd. Vigot, París (2011).

### Il·lustració
- Flup y el hámster gigante. Amb José María Álvarez.Pearson Educació, Madrid (2008).
- Artbook núm. 5: Pau. Ominiky edicions, Palma (2013).

### Filmografia
- Vaigfort! (2002). Amb Xemi Morales.